# Nuovo Mercato
Le Nuovo Mercato était un segment de la Bourse de Milan lancé officiellement en début d'année 1998, pour regrouper les jeunes entreprises technologiques à fort potentiel de croissance et besoins important de financement. Il s'adressait à des investisseurs acceptant un risque beaucoup plus important, et prêts à passer un peu de temps à étudier la technologie et le potentiel de ces sociétés.

## Histoire
Le Nuovo Mercato s'adressait à des jeunes sociétés à fort potentiel de croissance cherchant à financer leur plan de développement.  En général ces entreprises avaient dans un premier temps recouru au capital risque. Leurs actionnaires pouvaient ensuite vendre sans difficulté leurs participations sur le marché boursier après quelques années, dans une période de fort intérêt pour les jeunes sociétés.
Le Nuovo Mercato a rejoint en mai 1999 le réseau Euro NM, au côté du Nouveau Marché français, du Neuer Market allemand, Nmax hollandais et le segment spécialisé de la Bourse de Bruxelles, réseau qui regroupait alors 206 sociétés cotées pour une capitalisation boursière totale de 45 milliards d'euros et des volumes quotidiens de transactions avoisinent de 167 millions d'euros. Il avait à cette occasion présenté une étude de marché selon laquelle près de 200 sociétés seraient susceptibles de rejoindre à terme le nouveau marché italien.
Pour être admise à la cote dans l'un des pays membre du Réseau NM, une société devait posséder des capitaux propres d'un minimum de 1,5 M€ et offrir 4,5 M€ de titres dont 50 % par augmentation de capital.